# Barbara McNair
Barbara McNair, właśc. Barbara Joan McNair (ur. 4 marca 1934 w Chicago, zm. 4 lutego 2007 w Los Angeles stan Kalifornia) – amerykańska piosenkarka jazz i pop oraz aktorka.
Studiowała muzykę w Chicago stan Illinois, jej wielka kariera zaczęła się wraz z wygraną w konkursie młodych talentów.
Stała się znana dzięki licznym rolom w serialach telewizyjnych oraz później filmach kinowych. Była także popularnym prezenterem telewizyjnym i prowadziła programy w latach 60. rekordy popularności.
Pod koniec życia zmagała się z rakiem gardła, który stał się przyczyną jej śmierci.